# Мецана Казати
Мецана Казати је насеље у Италији у округу Лоди, региону Ломбардија.
Према процени из 2011. у насељу је живело 35 становника. Насеље се налази на надморској висини од 43 м.